# 6e étape du Tour d'Espagne 2019
Pour un article plus général, voir Tour d'Espagne 2019.
La 6e étape du Tour d'Espagne 2019 se déroule le jeudi 29 août 2019, sous la forme d'une étape de côte, entre Mora de Rubielos et Ares del Maestrat, sur une distance de 196,6 km.

## Résultats

### Classement de l'étape
| \| Classement de l'étape \| Classement de l'étape \| Classement de l'étape \| Classement de l'étape \| Classement de l'étape \| \| Coureur \| Coureur \| Pays \| Équipe \| Temps \| \| --------------------- \| --------------------- \| --------------------- \| -------------------------- \| --------------------- \| \| 1er \| Jesús Herrada \| Espagne \| Cofidis, Solutions Crédits \| 4 h 43 min 55 s \| \| 2e \| Dylan Teuns \| Belgique \| Bahrain-Merida \| + 7 s \| \| 3e \| Dorian Godon \| France \| AG2R La Mondiale \| + 21 s \| \| 4e \| Robert Gesink \| Pays-Bas \| Team Jumbo-Visma \| + 21 s \| \| 5e \| Bruno Armirail \| France \| Groupama-FDJ \| + 37 s \| \| 6e \| Paweł Poljański \| Pologne \| Bora-Hansgrohe \| + 39 s \| \| 7e \| Nélson Oliveira \| Portugal \| Movistar Team \| + 45 s \| \| 8e \| Gianluca Brambilla \| Italie \| Trek-Segafredo \| + 47 s \| \| 9e \| David de la Cruz \| Espagne \| Team Ineos \| + 50 s \| \| 10e \| Tsgabu Grmay \| Éthiopie \| Mitchelton-Scott \| + 2 min 35 s \| |                    |          |                            |                 |
| |                    |          |                            |                 |
| Source : ProCyclingStats |                    |          |                            |                 |
| Classement de l'étape |                    |          |                            |                 |
| Coureur | Coureur            | Pays     | Équipe                     | Temps           |
| 1er | Jesús Herrada      | Espagne  | Cofidis, Solutions Crédits | 4 h 43 min 55 s |
| 2e | Dylan Teuns        | Belgique | Bahrain-Merida             | + 7 s           |
| 3e | Dorian Godon       | France   | AG2R La Mondiale           | + 21 s          |
| 4e | Robert Gesink      | Pays-Bas | Team Jumbo-Visma           | + 21 s          |
| 5e | Bruno Armirail     | France   | Groupama-FDJ               | + 37 s          |
| 6e | Paweł Poljański    | Pologne  | Bora-Hansgrohe             | + 39 s          |
| 7e | Nélson Oliveira    | Portugal | Movistar Team              | + 45 s          |
| 8e | Gianluca Brambilla | Italie   | Trek-Segafredo             | + 47 s          |
| 9e | David de la Cruz   | Espagne  | Team Ineos                 | + 50 s          |
| 10e | Tsgabu Grmay       | Éthiopie | Mitchelton-Scott           | + 2 min 35 s    |

## Classements à l'issue de l'étape

### Classement général
| \| Classement général \| Classement général \| Classement général \| Classement général \| Classement général \| \| Coureur \| Coureur \| Pays \| Équipe \| Temps \| \| ------------------ \| ------------------ \| ------------------ \| ------------------ \| ------------------ \| \| 1er \| Dylan Teuns \| Belgique \| Bahrain-Merida \| 23 h 44 min 00 s \| \| 2e \| David de la Cruz \| Espagne \| Team Ineos \| + 38 s \| \| 3e \| Miguel Ángel López \| Colombie \| Astana \| + 1 min 00 s \| \| 4e \| Primož Roglič \| Slovénie \| Team Jumbo-Visma \| + 1 min 14 s \| \| 5e \| Nairo Quintana \| Colombie \| Movistar Team \| + 1 min 23 s \| \| 6e \| Robert Gesink \| Pays-Bas \| Team Jumbo-Visma \| + 1 min 23 s \| \| 7e \| Alejandro Valverde \| Espagne \| Movistar Team \| + 1 min 28 s \| \| 8e \| Esteban Chaves \| Colombie \| Mitchelton-Scott \| + 2 min 17 s \| \| 9e \| Rafał Majka \| Pologne \| Bora-Hansgrohe \| + 2 min 18 s \| \| 10e \| Tadej Pogačar \| Slovénie \| UAE Team Emirates \| + 2 min 47 s \| |                    |          |                   |                  |
| |                    |          |                   |                  |
| Source : ProCyclingStats |                    |          |                   |                  |
| Classement général |                    |          |                   |                  |
| Coureur | Coureur            | Pays     | Équipe            | Temps            |
| 1er | Dylan Teuns        | Belgique | Bahrain-Merida    | 23 h 44 min 00 s |
| 2e | David de la Cruz   | Espagne  | Team Ineos        | + 38 s           |
| 3e | Miguel Ángel López | Colombie | Astana            | + 1 min 00 s     |
| 4e | Primož Roglič      | Slovénie | Team Jumbo-Visma  | + 1 min 14 s     |
| 5e | Nairo Quintana     | Colombie | Movistar Team     | + 1 min 23 s     |
| 6e | Robert Gesink      | Pays-Bas | Team Jumbo-Visma  | + 1 min 23 s     |
| 7e | Alejandro Valverde | Espagne  | Movistar Team     | + 1 min 28 s     |
| 8e | Esteban Chaves     | Colombie | Mitchelton-Scott  | + 2 min 17 s     |
| 9e | Rafał Majka        | Pologne  | Bora-Hansgrohe    | + 2 min 18 s     |
| 10e | Tadej Pogačar      | Slovénie | UAE Team Emirates | + 2 min 47 s     |

| Classement par points | Classement par points | Classement par points | Classement par points      | Classement par points |
| Coureur               | Coureur               | Pays                  | Équipe                     | Points                |
| --------------------- | --------------------- | --------------------- | -------------------------- | --------------------- |
| 1er                   | Sam Bennett           | Irlande               | Bora-Hansgrohe             | 45 pts                |
| 2e                    | Nairo Quintana        | Colombie              | Movistar Team              | 36 pts                |
| 3e                    | Fabio Jakobsen        | Pays-Bas              | Deceuninck-Quick Step      | 34 pts                |
| 4e                    | Primož Roglič         | Slovénie              | Team Jumbo-Visma           | 28 pts                |
| 5e                    | Ángel Madrazo         | Espagne               | Burgos-BH                  | 26 pts                |
| 6e                    | Jesús Herrada         | Espagne               | Cofidis, Solutions Crédits | 25 pts                |
| 7e                    | Luka Mezgec           | Slovénie              | Mitchelton-Scott           | 25 pts                |
| 8e                    | Jetse Bol             | Pays-Bas              | Burgos-BH                  | 24 pts                |
| 9e                    | Tadej Pogačar         | Slovénie              | UAE Team Emirates          | 22 pts                |
| 10e                   | Edward Theuns         | Belgique              | Trek-Segafredo             | 22 pts                |

| Classement par points | Classement par points | Classement par points | Classement par points      | Classement par points |
| Coureur               | Coureur               | Pays                  | Équipe                     | Points                |
| --------------------- | --------------------- | --------------------- | -------------------------- | --------------------- |
| 1er                   | Sam Bennett           | Irlande               | Bora-Hansgrohe             | 45 pts                |
| 2e                    | Nairo Quintana        | Colombie              | Movistar Team              | 36 pts                |
| 3e                    | Fabio Jakobsen        | Pays-Bas              | Deceuninck-Quick Step      | 34 pts                |
| 4e                    | Primož Roglič         | Slovénie              | Team Jumbo-Visma           | 28 pts                |
| 5e                    | Ángel Madrazo         | Espagne               | Burgos-BH                  | 26 pts                |
| 6e                    | Jesús Herrada         | Espagne               | Cofidis, Solutions Crédits | 25 pts                |
| 7e                    | Luka Mezgec           | Slovénie              | Mitchelton-Scott           | 25 pts                |
| 8e                    | Jetse Bol             | Pays-Bas              | Burgos-BH                  | 24 pts                |
| 9e                    | Tadej Pogačar         | Slovénie              | UAE Team Emirates          | 22 pts                |
| 10e                   | Edward Theuns         | Belgique              | Trek-Segafredo             | 22 pts                |

| Classement de la montagne | Classement de la montagne | Classement de la montagne | Classement de la montagne  | Classement de la montagne |
| Coureur                   | Coureur                   | Pays                      | Équipe                     | Points                    |
| ------------------------- | ------------------------- | ------------------------- | -------------------------- | ------------------------- |
| 1er                       | Ángel Madrazo             | Espagne                   | Burgos-BH                  | 33 pts                    |
| 2e                        | Jetse Bol                 | Pays-Bas                  | Burgos-BH                  | 11 pts                    |
| 3e                        | Wout Poels                | Pays-Bas                  | Team Ineos                 | 8 pts                     |
| 4e                        | Alejandro Valverde        | Espagne                   | Movistar Team              | 6 pts                     |
| 5e                        | José Herrada              | Espagne                   | Cofidis, Solutions Crédits | 6 pts                     |
| 6e                        | Jesús Herrada             | Espagne                   | Cofidis, Solutions Crédits | 5 pts                     |
| 7e                        | Sander Armée              | Belgique                  | Lotto-Soudal               | 4 pts                     |
| 8e                        | Tsgabu Grmay              | Éthiopie                  | Mitchelton-Scott           | 3 pts                     |
| 9e                        | Jelle Wallays             | Belgique                  | Lotto-Soudal               | 3 pts                     |
| 10e                       | Pierre Latour             | France                    | AG2R La Mondiale           | 3 pts                     |

| Classement de la montagne | Classement de la montagne | Classement de la montagne | Classement de la montagne  | Classement de la montagne |
| Coureur                   | Coureur                   | Pays                      | Équipe                     | Points                    |
| ------------------------- | ------------------------- | ------------------------- | -------------------------- | ------------------------- |
| 1er                       | Ángel Madrazo             | Espagne                   | Burgos-BH                  | 33 pts                    |
| 2e                        | Jetse Bol                 | Pays-Bas                  | Burgos-BH                  | 11 pts                    |
| 3e                        | Wout Poels                | Pays-Bas                  | Team Ineos                 | 8 pts                     |
| 4e                        | Alejandro Valverde        | Espagne                   | Movistar Team              | 6 pts                     |
| 5e                        | José Herrada              | Espagne                   | Cofidis, Solutions Crédits | 6 pts                     |
| 6e                        | Jesús Herrada             | Espagne                   | Cofidis, Solutions Crédits | 5 pts                     |
| 7e                        | Sander Armée              | Belgique                  | Lotto-Soudal               | 4 pts                     |
| 8e                        | Tsgabu Grmay              | Éthiopie                  | Mitchelton-Scott           | 3 pts                     |
| 9e                        | Jelle Wallays             | Belgique                  | Lotto-Soudal               | 3 pts                     |
| 10e                       | Pierre Latour             | France                    | AG2R La Mondiale           | 3 pts                     |

| Classement du meilleur jeune | Classement du meilleur jeune | Classement du meilleur jeune | Classement du meilleur jeune  | Classement du meilleur jeune |
| Coureur                      | Coureur                      | Pays                         | Équipe                        | Temps                        |
| ---------------------------- | ---------------------------- | ---------------------------- | ----------------------------- | ---------------------------- |
| 1er                          | Miguel Ángel López           | Colombie                     | Astana                        | 23 h 45 min 00 s             |
| 2e                           | Tadej Pogačar                | Slovénie                     | UAE Team Emirates             | + 1 min 47 s                 |
| 3e                           | Sergio Higuita               | Colombie                     | EF Education First            | + 2 min 46 s                 |
| 4e                           | Óscar Rodríguez Garaicoechea | Espagne                      | Euskadi Basque Country-Murias | + 3 min 37 s                 |
| 5e                           | Ruben Guerreiro              | Portugal                     | Katusha-Alpecin               | + 3 min 38 s                 |
| 6e                           | Daniel Martínez              | Colombie                     | EF Education First            | + 3 min 49 s                 |
| 7e                           | Cristian Rodríguez           | Espagne                      | Caja Rural-Seguros RGA        | + 4 min 34 s                 |
| 8e                           | James Knox                   | Royaume-Uni                  | Deceuninck-Quick Step         | + 5 min 24 s                 |
| 9e                           | Mark Padun                   | Ukraine                      | Bahrain-Merida                | + 5 min 57 s                 |
| 10e                          | Niklas Eg                    | Danemark                     | Trek-Segafredo                | + 7 min 57 s                 |

| Classement du meilleur jeune | Classement du meilleur jeune | Classement du meilleur jeune | Classement du meilleur jeune  | Classement du meilleur jeune |
| Coureur                      | Coureur                      | Pays                         | Équipe                        | Temps                        |
| ---------------------------- | ---------------------------- | ---------------------------- | ----------------------------- | ---------------------------- |
| 1er                          | Miguel Ángel López           | Colombie                     | Astana                        | 23 h 45 min 00 s             |
| 2e                           | Tadej Pogačar                | Slovénie                     | UAE Team Emirates             | + 1 min 47 s                 |
| 3e                           | Sergio Higuita               | Colombie                     | EF Education First            | + 2 min 46 s                 |
| 4e                           | Óscar Rodríguez Garaicoechea | Espagne                      | Euskadi Basque Country-Murias | + 3 min 37 s                 |
| 5e                           | Ruben Guerreiro              | Portugal                     | Katusha-Alpecin               | + 3 min 38 s                 |
| 6e                           | Daniel Martínez              | Colombie                     | EF Education First            | + 3 min 49 s                 |
| 7e                           | Cristian Rodríguez           | Espagne                      | Caja Rural-Seguros RGA        | + 4 min 34 s                 |
| 8e                           | James Knox                   | Royaume-Uni                  | Deceuninck-Quick Step         | + 5 min 24 s                 |
| 9e                           | Mark Padun                   | Ukraine                      | Bahrain-Merida                | + 5 min 57 s                 |
| 10e                          | Niklas Eg                    | Danemark                     | Trek-Segafredo                | + 7 min 57 s                 |

| Classement par équipes | Classement par équipes | Classement par équipes | Classement par équipes |
| Équipe                 | Équipe                 | Pays                   | Temps                  |
| ---------------------- | ---------------------- | ---------------------- | ---------------------- |
| 1re                    | Movistar Team          | Espagne                | 70 h 43 min 49 s       |
| 2e                     | Team Jumbo-Visma       | Pays-Bas               | + 15 s                 |
| 3e                     | AG2R La Mondiale       | France                 | + 9 min 56 s           |
| 4e                     | Bahrain-Merida         | Bahreïn                | + 10 min 25 s          |
| 5e                     | Mitchelton-Scott       | Australie              | + 10 min 56 s          |
| 6e                     | Trek-Segafredo         | États-Unis             | + 12 min 20 s          |
| 7e                     | Astana                 | Kazakhstan             | + 13 min 35 s          |
| 8e                     | Team Sunweb            | Allemagne              | + 14 min 02 s          |
| 9e                     | UAE Team Emirates      | Émirats arabes unis    | + 15 min 01 s          |
| 10e                    | EF Education First     | États-Unis             | + 15 min 56 s          |

| Classement par équipes | Classement par équipes | Classement par équipes | Classement par équipes |
| Équipe                 | Équipe                 | Pays                   | Temps                  |
| ---------------------- | ---------------------- | ---------------------- | ---------------------- |
| 1re                    | Movistar Team          | Espagne                | 70 h 43 min 49 s       |
| 2e                     | Team Jumbo-Visma       | Pays-Bas               | + 15 s                 |
| 3e                     | AG2R La Mondiale       | France                 | + 9 min 56 s           |
| 4e                     | Bahrain-Merida         | Bahreïn                | + 10 min 25 s          |
| 5e                     | Mitchelton-Scott       | Australie              | + 10 min 56 s          |
| 6e                     | Trek-Segafredo         | États-Unis             | + 12 min 20 s          |
| 7e                     | Astana                 | Kazakhstan             | + 13 min 35 s          |
| 8e                     | Team Sunweb            | Allemagne              | + 14 min 02 s          |
| 9e                     | UAE Team Emirates      | Émirats arabes unis    | + 15 min 01 s          |
| 10e                    | EF Education First     | États-Unis             | + 15 min 56 s          |

## Abandons
Trois coureurs de l'équipe EF abandonnent :
- Hugh Carthy
- Rigoberto Urán
- Tejay Van Garderen
- également Víctor de la Parte et Nicolas Roche sur chute